# Mops brachypterus
Mops brachypterus је сисар из реда слепих мишева и фамилије Molossidae. 

## Угроженост
Ова врста није угрожена, и наведена је као последња брига јер има широко распрострањење.

## Распрострањење
Врста има станиште у Габону, Гани, ДР Конгу, Екваторијалној Гвинеји, Камеруну, Кенији, Либерији, Мозамбику, Нигерији, Обали Слоноваче, Републици Конго, Сијера Леонеу, Танзанији, Тогу и Централноафричкој Републици.

## Популациони тренд
Популациони тренд је за ову врсту непознат.